# Shugo Tsuji
Shugo Tsuji (født 21. juli 1997) er en japansk fodboldspiller, som spiller for den japanske fodboldklub Yokohama FC.